# 水前寺駅
水前寺駅（すいぜんじえき）は、熊本県熊本市中央区水前寺一丁目にある、九州旅客鉄道（JR九州）豊肥本線の駅である。

## 歴史
戦時中は現在の健軍に三菱重工業の工場「熊本航空機（第九）製作所」が立地し、跡地に戦後しばらくの間、国鉄小倉工場熊本分工場が設置され当駅より引込線（三菱工場建設と同時期に敷設）が存在した。現在は陸上自衛隊が駐屯している。

### 年表

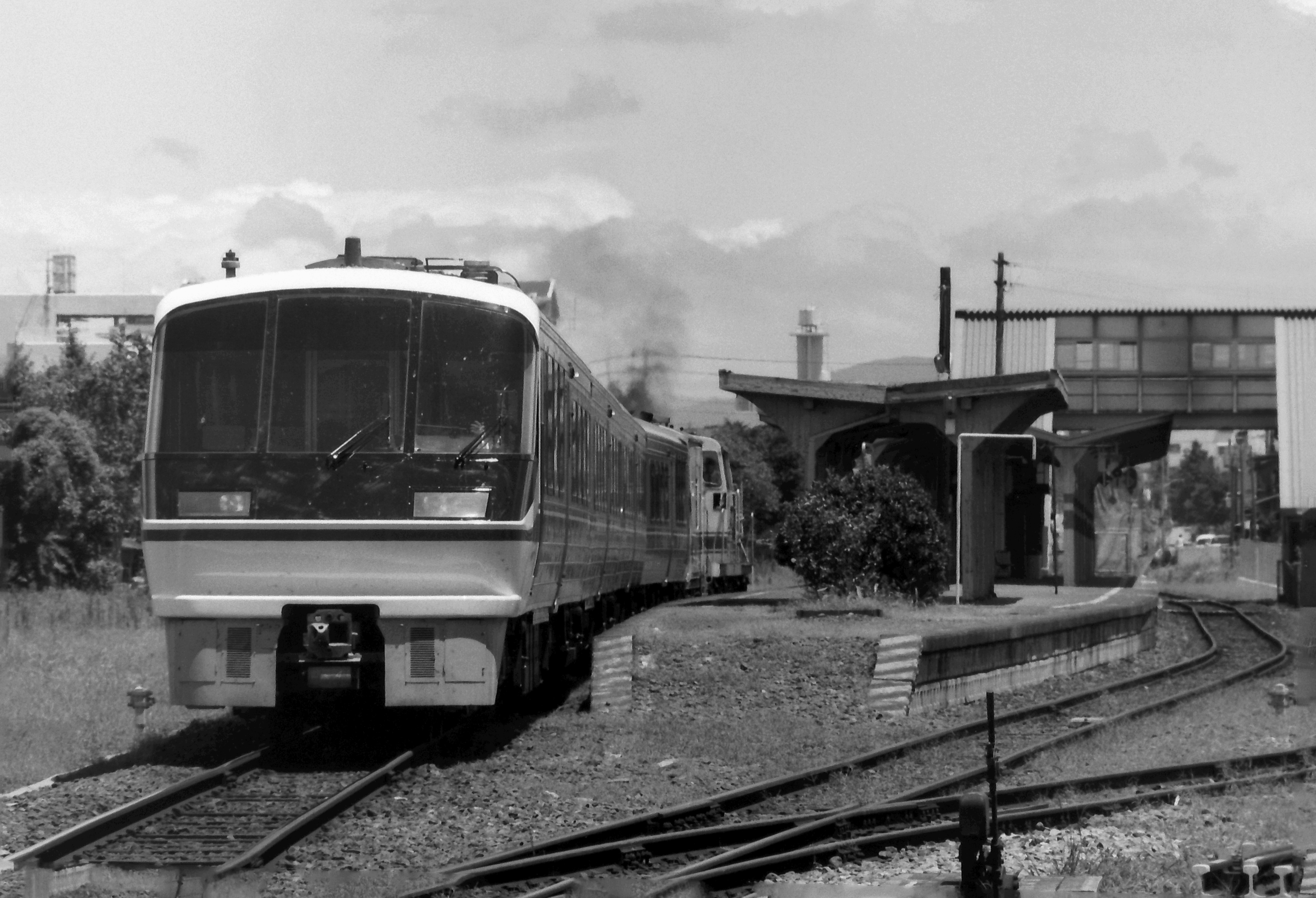
かつて当駅に乗り入れていた特急「有明」（1989年7月）

- 1914年（大正3年）6月21日：鉄道院（後の日本国有鉄道）宮地軽便線の開通に伴い開業[2]。
- 1928年（昭和3年）12月2日：路線名の改称に伴い、豊肥本線の駅となる[2]。
- 1945年（昭和20年）7月2日：米空海軍による熊本大空襲で初代駅本屋が被災全焼。
- 1948年（昭和23年）：2代目駅舎完成。
- 1983年（昭和58年）1月20日：貨物取扱廃止[3]。
- 1984年（昭和59年）2月1日：荷物扱い廃止[3]。
- 1987年（昭和62年）4月1日：国鉄分割民営化により九州旅客鉄道が承継[2]。
- 1992年（平成4年）4月1日：駅レンタカー営業開始。[4]
- 1995年（平成7年）3月25日：駅舎改装[5]。
- 1999年（平成11年）3月31日：駅レンタカー営業終了。[6]
- 2003年（平成15年）3月6日：現4代目駅舎完工営業開始[7][8]。北口新設[8]。
- 2012年（平成24年）12月1日：交通系ICカードSUGOCA導入[9]。
- 2023年（令和5年）10月1日：JR九州サービスサポートによる業務委託駅から[10]九州旅客鉄道本体による直営駅へと変更される[11]。
- 2025年（令和7年）3月15日：豊肥線内の特急停車を取りやめ、普通列車のみ停車となる。

## 駅構造
島式ホーム1面2線を有する地上駅。下り方には5両編成まで留置可能な留置線が設けられている。元々は現・南口側に単式ホーム1面と現在使用している島式ホーム1面の計2面3線だった。
JR九州本体による直営駅であり、みどりの窓口が設置されている。駅舎の2階までは商業施設、3階以上にはマンションを併設している。改札口やみどりの窓口は2階にある。2012年（平成24年）よりSUGOCAが利用可能となったが、当駅に自動改札機の設置は行われず、ICの読み取り機のみ設置している。

### のりば
| のりば | 路線      | 方向 | 行先                       |
| ------ | --------- | ---- | -------------------------- |
| 1      | ■豊肥本線 | 上り | 熊本方面                   |
| 2      | ■豊肥本線 | 下り | 武蔵塚・肥後大津・阿蘇方面 |

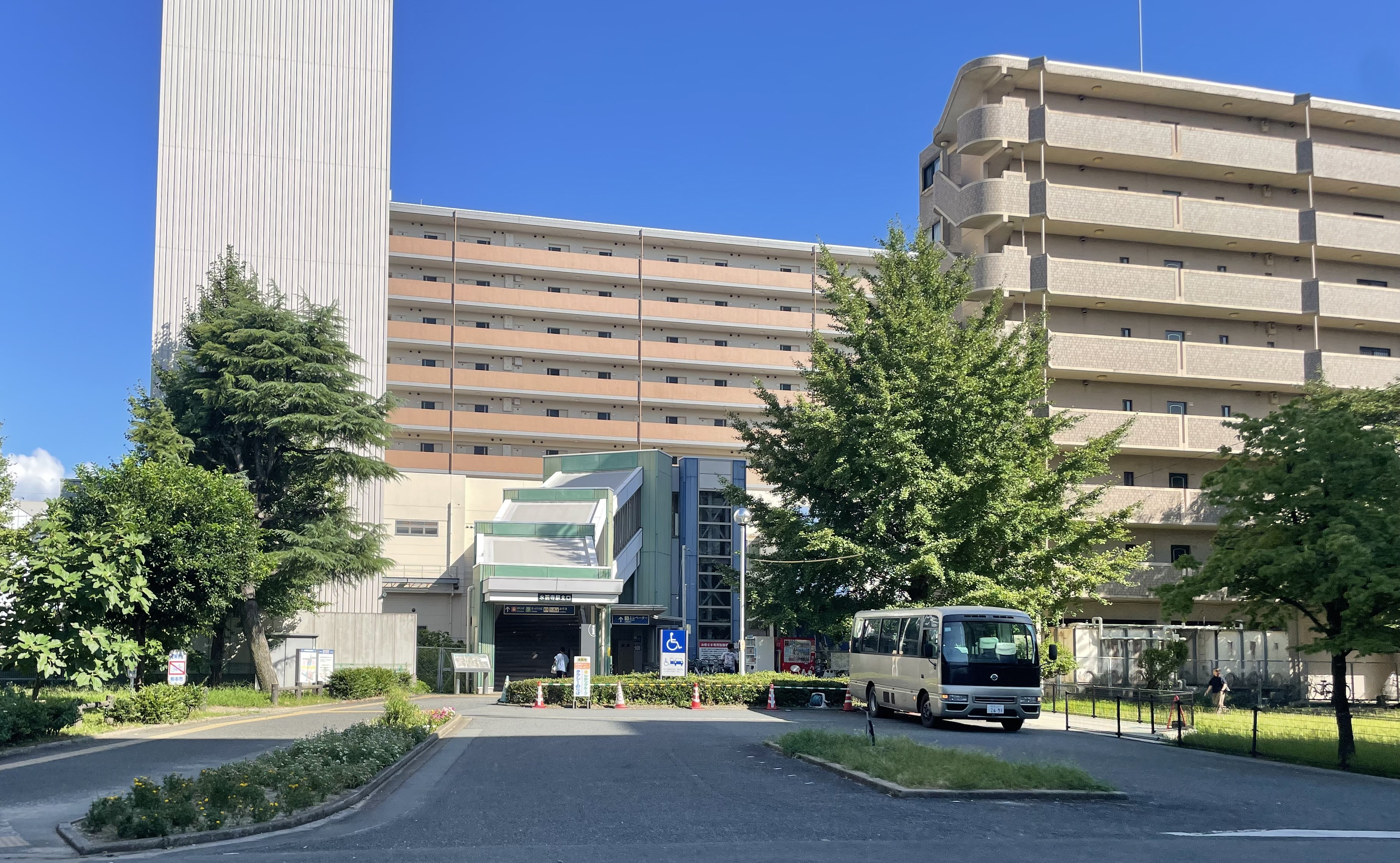
北口(2025年8月)
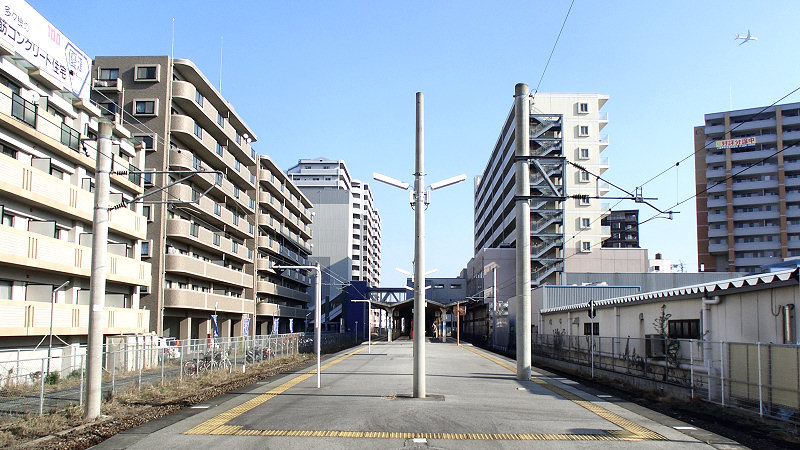
ホーム（2006年12月）

## 利用状況
2023年（令和5年）度の1日平均乗車人員は3,426人である。熊本県内の駅では熊本駅、新水前寺駅に次いで3番目に多い。
各年度の1日平均乗車人員は下表の通り。2016年度までについては、各年度総計のデータから該当年度の日数を除算し、小数点以下を四捨五入したもの。
| 年度   | 1日平均 乗車人員 | 出典        |
| ------ | ---------------- | ----------- |
| 2004年 | 2,164            | [ 利用 2 ]  |
| 2005年 | 2,268            | [ 利用 3 ]  |
| 2006年 | 2,382            | [ 利用 4 ]  |
| 2007年 | 2,517            | [ 利用 5 ]  |
| 2008年 | 2,656            | [ 利用 6 ]  |
| 2009年 | 2,704            | [ 利用 7 ]  |
| 2010年 | 2,742            | [ 利用 8 ]  |
| 2011年 | 2,946            | [ 利用 9 ]  |
| 2012年 | 2,889            | [ 利用 10 ] |
| 2013年 | 2,965            | [ 利用 11 ] |
| 2014年 | 2,967            | [ 利用 12 ] |
| 2015年 | 3,151            | [ 利用 13 ] |
| 2016年 | 3,168            | [ 利用 14 ] |
| 2017年 | 3,276            | [ 利用 15 ] |
| 2018年 | 3,335            | [ 利用 16 ] |
| 2019年 | 3,466            | [ 利用 17 ] |
| 2020年 | 2,538            | [ 利用 18 ] |
| 2021年 | 2,816            | [ 利用 19 ] |
| 2022年 | 3,103            | [ 利用 20 ] |
| 2023年 | 3,426            | [ 利用 1 ]  |

## 駅周辺
基本的には高層マンションなども立ち並ぶ住宅街であるが、北口側は高等学校や大学、劇場などが集中し、文教地区となっている。

### 駅舎内
- ゆめマート水前寺駅
- ドラッグ新生堂水前寺駅店
- カワイ音楽教室JR水前寺駅教室

### 南口側

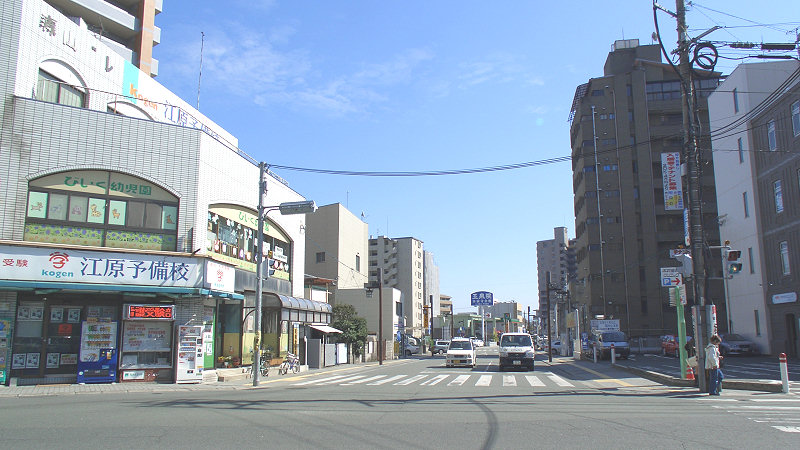
南口側

- 水前寺駅前郵便局
- 熊本市水前寺競技場
- 熊本市水前寺野球場
- 熊本競輪場
- 水前寺成趣園
- 肥後銀行 東支店

### 北口側

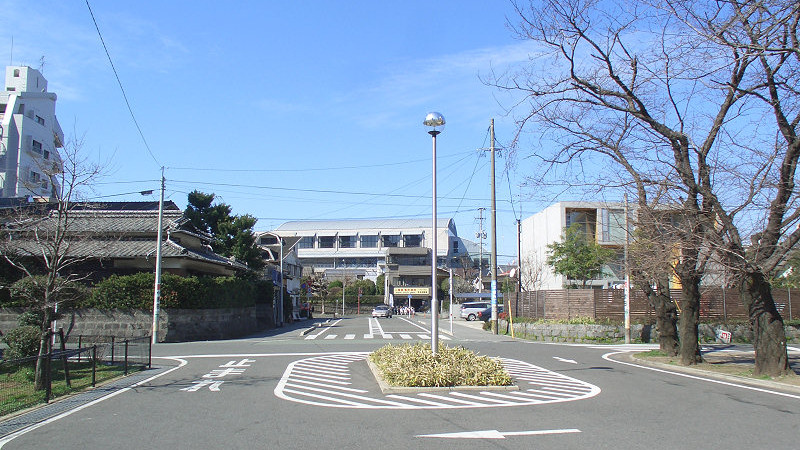
北口側

- 熊本学園大学
  - 熊本学園大学付属中学校・高等学校
  - 熊本学園大学付属敬愛幼稚園
- 熊本県立熊本高等学校
- 開新高等学校
- 熊本県立劇場
- 熊本市立図書館
- 熊本公共職業安定所
- ゆめタウン大江
- 熊本県民テレビ

## バス路線
南口側に水前寺駅前、北口側に水前寺駅北口各バス停がある。双方とも熊本都市バスが運行している。
水前寺駅前
- 熊本駅行き/桜町バスターミナル行き/上熊本駅行き
- 三山荘行き/小峯行き/日赤病院・長嶺団地行き
- 荒尾橋行き

水前寺駅北口
- 桜町バスターミナル行き/城西校北行き

## 隣の駅
九州旅客鉄道（JR九州）
■豊肥本線
■普通
東海学園前駅 - 水前寺駅 - 新水前寺駅

### 本文
1. 1 2 3 4 5 6 7 8  『週刊 JR全駅・全車両基地』 38号 大分駅・由布院駅・田主丸駅ほか、朝日新聞出版〈週刊朝日百科〉、2013年5月12日、23頁。
2. 1 2 3 4  朝日新聞出版分冊百科編集部 編『週刊 歴史でめぐる鉄道全路線 国鉄・JR』 27号・豊肥本線／久大本線、曽根悟（監修）、朝日新聞出版〈週刊朝日百科〉、2010年1月24日、14-15頁。
3. 1 2  石野哲 編『停車場変遷大事典 国鉄・JR編 II』（初版）JTB、1998年10月1日、744頁。ISBN 978-4-533-02980-6。
4. ↑  『JR時刻表』1992年4月、弘済出版社、1999年4月。
5. ↑  「水前寺駅の改装が終了」『交通新聞』交通新聞社、1995年4月10日、3面。
6. ↑  『JR時刻表』1999年4月号
7. 1 2  「JR年表」『JR気動車客車編成表 '03年版』ジェー・アール・アール、2003年7月1日、191頁。ISBN 4-88283-124-4。
8. 1 2  「水前寺駅ビル開業 自由通路UD採用 利用客増を期待 JR九州」『西日本新聞』西日本新聞社、2003年3月7日、朝刊、30面。
9. ↑  『交通新聞』交通新聞社、2012年12月4日、1面。
10. ↑  “北九州事業所”.   JR九州サービスサポート. 2021年12月25日時点のオリジナルよりアーカイブ。2021年12月25日閲覧。
11. ↑  “鉄道駅業務”.   JR九州サービスサポート. 2023年10月2日閲覧。
12. ↑  “水前寺駅前（すいぜんじえきまえ）熊本都市バス停留所･時刻表検索”.   熊本都市バス. 2023年5月27日閲覧。

### 利用状況
1. 1 2  “駅別乗車人員上位300駅（2023年度）” (PDF).   九州旅客鉄道. 2024年8月31日時点のオリジナルよりアーカイブ。2024年10月5日閲覧。
2. ↑  「118.   Ｊ Ｒ 市 内 駅 乗 車 人 員」『熊本市統計書 平成１６年度版』熊本市総務局情報企画部統計課、2005年、126頁。
3. ↑  「118.   Ｊ Ｒ 市 内 駅 乗 車 人 員」『熊本市統計書 平成１７年度版』熊本市企画財政局企画広報部統計課、2006年。
4. ↑  「１１６.   Ｊ Ｒ 市 内 駅 乗 車 人 員員」『熊本市統計書 平成１８年度版』熊本市企画財政局企画広報部統計課、2007年3月。
5. ↑  「１１６.   Ｊ Ｒ 市 内 駅 乗 車 人 員」『熊本市統計書 平成１９年度版』熊本市企画財政局企画広報部統計課、2008年3月。
6. ↑  「１１-１　ＪＲ市内駅乗車人員」『熊本市統計書 平成２０年度版』熊本市企画財政局企画情報部統計課、2009年3月。
7. ↑  「１１-１　ＪＲ市内駅乗車人員」『熊本市統計書 平成２１年度版』熊本市企画財政局企画情報部統計課、2010年3月。
8. ↑  「11-1　ＪＲ市内駅乗車人員」『熊本市統計書 平成２２年度版』熊本市企画財政局企画情報部統計課、2011年3月。
9. ↑  「11-1　ＪＲ市内駅乗車人員」『熊本市統計書 平成２３年度版』熊本市企画財政局企画情報部統計課、2012年3月。
10. ↑  「11-1　ＪＲ市内駅乗車人員」『熊本市統計書 平成２４年度版』熊本市企画振興局統計課、2013年3月。
11. ↑  「11－１　ＪＲ市内駅乗車人員」『熊本市統計書 平成２５年度版』熊本市企画振興局統計課、2014年3月。
12. ↑  「11－１　ＪＲ市内駅乗車人員」『熊本市統計書 平成２６年度版』熊本市企画振興局統計課、2015年3月。
13. ↑  「11－１　ＪＲ市内駅乗車人員」『熊本市統計書 平成２７年度版』熊本市市民局統計課、2016年3月。
14. ↑  「11－１ ＪＲ市内駅乗車人員」『熊本市統計書 平成28年度版』（PDF）熊本市総務局総務課、2017年3月、91頁。
15. ↑  “駅別乗車人員上位300駅（2017年度）” (PDF).   九州旅客鉄道. 2019年7月6日時点のオリジナルよりアーカイブ。2024年7月21日閲覧。
16. ↑  “駅別乗車人員上位300駅（2018年度）” (PDF).   九州旅客鉄道. 2023年1月20日時点のオリジナルよりアーカイブ。2023年5月28日閲覧。
17. ↑  “駅別乗車人員上位300駅（2019年度）” (PDF).   九州旅客鉄道. 2023年4月18日時点のオリジナルよりアーカイブ。2023年5月28日閲覧。
18. ↑  “駅別乗車人員上位300駅（2020年度）” (PDF).   九州旅客鉄道. 2023年4月18日時点のオリジナルよりアーカイブ。2021年9月16日閲覧。
19. ↑  “駅別乗車人員上位300駅（2021年度）” (PDF).   九州旅客鉄道. 2023年5月16日時点のオリジナルよりアーカイブ。2023年5月28日閲覧。
20. ↑  “駅別乗車人員上位300駅（2022年度）” (PDF).   九州旅客鉄道. 2024年5月27日時点のオリジナルよりアーカイブ。2024年9月2日閲覧。